# Роже Валковяк
Роже Валковяк (фр. вимова: [ʁɔ.ʒe wal.kov.jak]; 2 березня 1927 — 6 лютого 2017 ) — французький шосейний велогонщик, переможець Тур де Франс 1956 року. Другий в історії, який зміг виграти Тур без жодної перемоги на етапі. Роки професійної кар’єри: з 1951 по 1960. 

## Біографія
Народився в сім’ї польського емігранта-шахтаря в місті Монлюсон. Здобув професійну освіту та почав працювати токарем. До велоспорту прийшов у 1944 році. В статусі аматора та перші два роки професійної кар'єри був типовим «доместиком». Перший скромний успіх прийшов до нього у 1953, коли посів друге місце у генеральній класифікації багатоденки «Париж — Ніцца». 1955 року став другим на Крітеріум Дофіне з відставанням від переможця, Луїсона Бобе, на десять хвилин.

## Тур де Франс 1956 року
За традицією, започаткованою 1930 року, в Тур де Франс змагалися національні та регіональні команди. Попри те, що Роже Валковяк походив із Монлюсона на південному заході, він увійшов до складу французької регіональної команди Nord-Est-Centre, яка представляла Північний Схід і Центр Франції. В ситуації, коли Жільбера Бовена, який попередньо мав виступати в складі команди Північного Сходу–Центра, було переведено до національної команди Франції, Валковяк був єдиною доступною заміною. Це був четвертий виступ Роже на Гранд турі.
На 7-му етапі від Лорьяна до Анже Валковяк пішов у відрив дня в групі з 31 гонщика, яка врешті прийшла першою до фінішу, випередивши пелотонн на понад 18 хвилин. Такої переваги було достатньо, аби Роже вперше приміряв жовту майку лідера загального заліку. Проте раптовий успіх маловідомого гонщика вважався лідерами гонки лише тимчасовим.
Після 10-го етапу Валковяк втратив лідерство в загальному заліку, і жовта майка перейшла до Герріта Воортінга. Це певним чином зняло психологічне навантаження з маловідомого гонщика. У Піренеях лідирував бельгієць Ян Адріенсенс. В Екс-ан-Провансі, після 15-го етапу, жовту майку перехопив голландець Воут Вагтманс. Проте Валковяк все ще залишався на гарній позиції у загальному заліку.
На 18-му етапі в Альпах (Турін – Гренобль) фахівець з горних підйомів Шарлі Гал (Люксембург), який втратив багато часу на рівнинних етапах, атакував з метою вибороти звання «Короля гір» (що він зрештою і зробив, випередивши Федеріко Багамонтес). Саме ця атака Гала внесла суттєві зміни в турнірну розстановку. Воут Вагтманс програв 16 хвилин, а от Валковяк повернув собі жовту майку лідера, програвши Галу того дня лише 8 хвилин.
На останніх чотирьох етапах Валковяк захищав свою перевагу, доїхавши до фінішу на Парк де Пренс 28 липня, з хвилинною перевагою над Жільбером Бовеном. Гонку було виграно з рекордною на той час швидкістю 36,268 км/год. Перемога Валковяка лише другим в історії труімфом представника «регіональної» команди. Дебютним «регіональним» тріумфатором був Жан Робік, переможець першого повоєнного туру (1947), який виступав за команду Заходу Франції.

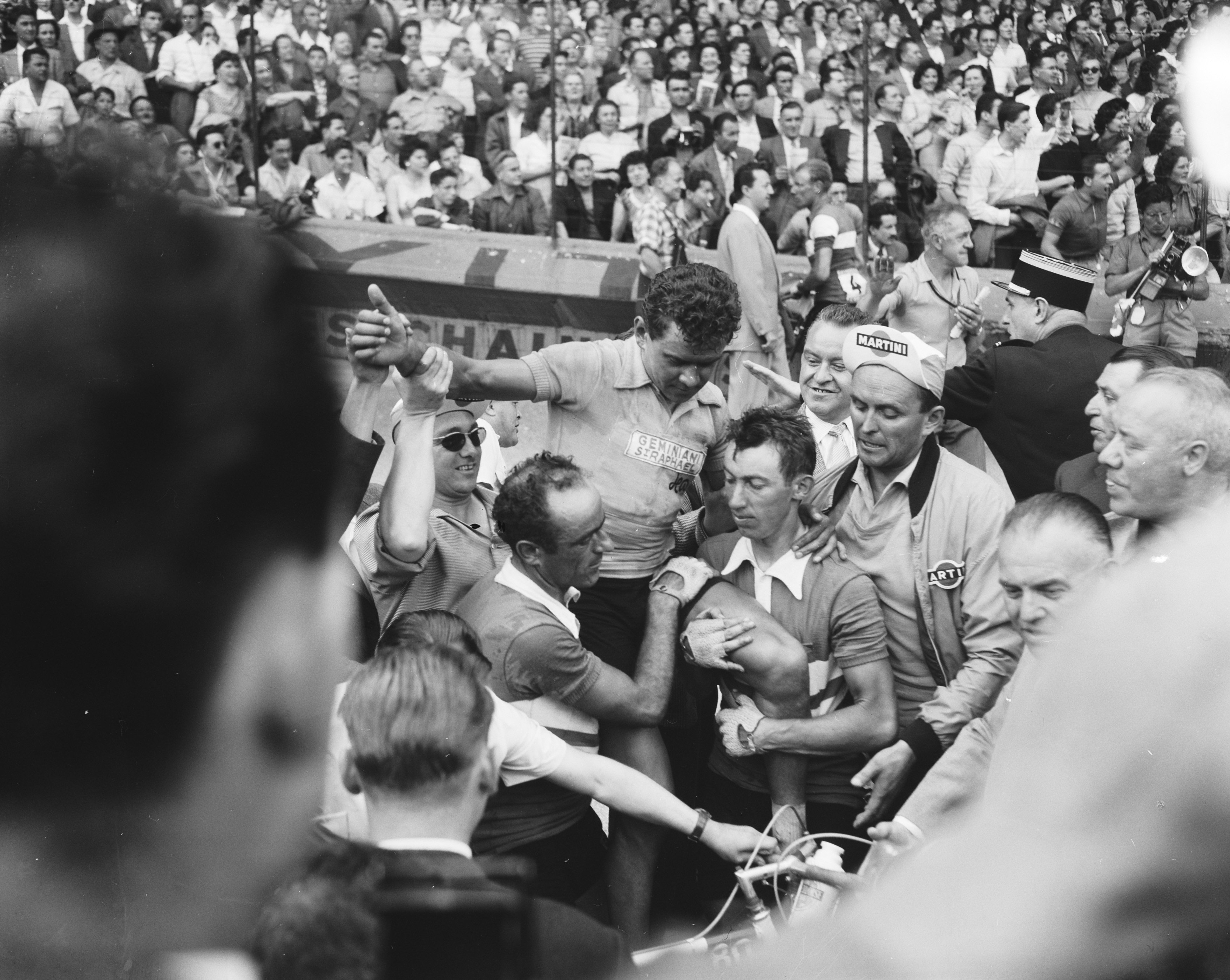
Валковяк — переможець Туру на «Парк де Пренс».

Перемога Валковяка була негативно сприйнята як пелотоном так і публікою. «Це були не оплески, а траурний плач», — написав в L'Équipe організатор перегонів, Жак Годде. Публіка була розчарована тим, що гонку виграв маловідомий гонщик, а не висхідна зірка Жак Анкетіль, якого було призвано до лав армії. Валковяк став другим гонщиком в історії, який виграв Тур без жодної перемоги на етапах.
Тим не менш, Жак Годде завжди вважав Валковяка своїм улюбленим переможцем Туру. Він називав його універсалом, який використав свої ноги для завоювання лідерства, і голову, аби це лідерство відстояти. Однак публіка невзлюбила Валковяка настільки, що його ім’я увійшло до французької мови у виразі «виграти à la Walko», яка означає «досягти успіху несподівано, або без ризику».

## Подальша біографія
Негативна реакція публіки сильно пригнітила Валковяка. Наступного року він знов брав участь у Турі, проте зійшов з дистанції на 18 етапі. А Тур де Франс 1958 завершив лише на 75 місці. Також 1956 і 1957 року він брав участь в Вуельті Іспанії, вигравши по етапу на кожній. Виступи на професійному рівні завершив у 1960. За два роки мав марну спробу повернутися до велоспорту. Після цього він переїхав на Південь Франції, де відкрив бар. Проте його клієнти продовжували кепкувати над його «незаслуженою» перемогою на Тур де Франс. Не впоравшись із суспільним тиском, Роже Валковяк зрештою повернувся до роботи на токарному верстаті на автомобільному заводі в Монлюсоні, де він колись працював у молодості.
Знадобилося багато років, аби переконати Валковяка, що його перемога в Турі 1956 була заслуженою. Хоча до кінця життя він іноді говорив про себе як про «невідомого гонщика, який переміг у найпрестижнішій гонці світу».
Після смерті Ферді Кюблера 29 грудня 2016 року Валковяк деякий час був найстарішим живим переможцем Тур де Франс. Після смерті Валковяка в лютому 2017 року найстарішим живим переможцем Туру став Федеріко Багамонтес, який виграв Тур у 1959 році.

## Кар'єрні досягнення

### Основні результати
1956 Тур де Франс — переможець загального заліку
|                    | 1951 рік | 1952 рік | 1953 рік | 1954 рік | 1955 рік | 1956 рік | 1957 рік | 1958 рік |
| Джиро д'Італія     | DNE      | DNE      | DNE      | DNE      | DNE      | DNE      | DNE      | DNE      |
| Виграні етапи      | —        | —        | —        | —        | —        | —        | —        | —        |
| Класифікація гір   | —        | —        | —        | —        | —        | —        | —        | —        |
| Класифікація балів | N/A      | N/A      | N/A      | N/A      | N/A      | N/A      | N/A      | N/A      |
| Тур де Франс       | 57       | DNE      | 47       | DNE      | DNF-11   | 1        | DNF-18   | 75       |
| Виграні етапи      | 0        | —        | 0        | —        | 0        | 0        | 0        | 0        |
| Класифікація гір   | NR       | —        | NR       | —        | NR       | 6        | NR       | NR       |
| Класифікація балів | N/A      | N/A      | NR       | —        | NR       | 16       | NR       | NR       |
| Вуельта Іспанії    | N/A      | N/A      | N/A      | DNE      | DNE      | DNF      | 15       | DNE      |
| Виграні етапи      | N/A      | N/A      | N/A      | —        | —        | 1        | 1        | —        |
| Класифікація гір   | N/A      | N/A      | N/A      | N/A      | N/A      | N/A      | N/A      | N/A      |
| Класифікація балів | N/A      | N/A      | N/A      | N/A      | N/A      | N/A      | N/A      | N/A      |

| 1     | Переможець                                   |
| 2–3   | 2–3 місце                                    |
| 4–10  | 4–10 місце                                   |
| 11–   | за межами десятки                            |
| DNE   | Не брав участь                               |
| DNF-x | Зійшов з дистанції (на етапі x)              |
| DNS-x | Не вийшов на старт (на етапі x)              |
| HD    | Фініш за межами часового ліміту (на етапі x) |
| DSQ   | Дискваліфіковано                             |
| N/A   | Залік відсутній                              |
| NR    | Не увійшов до заліку                         |

### Генеральна класифікація Тур де Франс
- 1951 — 57-й
- 1953 — 47-й
- 1956 — 1-й
- 1958 — 75-й

## Зовнішні посилання
- Palmares на memoire-du-cyclisme.net (фр.)
- Роже Валковяк на Cycling Archives(англ.)
- Історія туру 1956 року та епілог на pezcyclingnews.com